# UMPS (politique)
Pour les articles homonymes, voir UMPS.
UMPS est un néologisme politique français, qui désigne l'Union pour un mouvement populaire (UMP) et le Parti socialiste (PS) comme une seule entité, dans le but de railler le caractère supposément interchangeable de ces deux partis.

## Historique
Selon L'Express, la formule a été « imaginée au détour d'une conversation par Jean-Marie Le Pen, au début des années 2000 ». Elle fonctionne comme un mot-valise, par association des sigles des deux partis visés, et est périodiquement utilisé dans les arguments du Front national (FN) ainsi que ceux du Mouvement pour la France (MPF). Dans l'argumentaire du FN, le terme UMPS a ainsi succédé à l'expression « La Bande des quatre », utilisée auparavant par le FN pour désigner l'ensemble des quatre partis : PCF, PS, UDF et RPR. La première cohabitation a tout particulièrement été exploitée par le FN pour accréditer la thèse de l'alliance entre ces partis et celle d'un « socialisme rampant » qui toucherait tous leurs adversaires.
L'expression UMPS a ensuite été réutilisée par des personnalités issues d'autres partis que le FN et le MPF. Nicolas Dupont-Aignan, député de l'Essonne et président de Debout la République, utilise le sigle UMPS le 12 septembre 2010, lors de l'université de rentrée de son mouvement, en lui donnant la signification suivante : « Union pour le maintien perpétuel du système ».
Durant la campagne de l'élection présidentielle de 2012, François Bayrou développe une critique similaire, parlant de « sarkhollandisation du débat » (néologisme formé d'après les noms de Nicolas Sarkozy et François Hollande). Avant lui, Jean-Pierre Chevènement se présentait comme l'alternative à « Chirospin » (contraction de Chirac et Jospin) lors de la présidentielle de 2002. Dans ces deux cas, les termes ne dénoncent pas vraiment une prétendue interchangeabilité entre les partis, mais plutôt leur tendance à monopoliser le débat politique en se présentant comme les seuls protagonistes crédibles, au détriment de toute alternative.
Dans tous les cas, le terme UMPS peut être vu comme une critique du bipartisme en France.
Dans le cadre des élections régionales de 2015, Manuel Valls se prononce en faveur d'une éventuelle fusion des listes PS et Les Républicains entre les deux tours dans le but de tenter d'empêcher le Front national de gagner dans un certain nombre de régions, en Nord-Pas-de-Calais-Picardie notamment. Il évoque dans le même temps la possibilité d'une coalition gauche-droite pour l'élection présidentielle de 2017 et confie au Figaro : « On s'est fait avoir avec cette histoire d'UMPS. Oui, assumons qu'il y ait le FN d'un côté et les républicains de l'autre ». Marine Le Pen ironise alors en évoquant « l'UMPS décomplexé ».
Le Point publie en décembre 2015 un article affirmant que « l'UMPS des idées existe, et c'est une chance ! Bien sûr qu'il existe des différences entre Hollande et Juppé, mais ce sont des nuances techniques enfermées dans un seul et même modèle : la France ouverte sur le monde, dans la compétition internationale, qui n'a pas peur de son avenir ». Ce « bloc modéré » contiendrait, au-delà des appartenances politiques affichées, plusieurs personnalités de droite et de gauche, comme Alain Juppé, Emmanuel Macron, Manuel Valls, François Hollande, et Jean-Christophe Cambadélis.
A contrario d'une utilisation ironique du terme, l'avocat et homme politique Jean-Pierre Mignard, qui soutient le parti d'Emmanuel Macron En marche ! à l'élection présidentielle de 2017, perçoit dans celui-ci un « UMPS convergent » qui allie la « force et l’efficacité » et dans lequel François Hollande pourrait jouer un rôle important. Marine Le Pen voit dans la nomination d'Édouard Philippe comme Premier ministre la confirmation de « l'existence d'un système UMPS que l'on peut rebaptiser LREM », par référence aux sigles des Républicains (LR) et d'En Marche (EM), qui ne se dénomme alors pas encore La République en marche (LREM).

## Détournements

### FNPS
Inversement, plusieurs personnalités de l'UMP ont parlé de « FNPS » :
- Nathalie Kosciusko-Morizet en 2011, qui évoque alors « une alliance historique en quelque sorte entre l'un et l'autre. [...] Le Parti socialiste, dans les années 80, provoque l'arrivée de députés FN au pouvoir » ;
- Nadine Morano, en avril 2013 et en septembre 2014 sur Twitter ;
- Jean-François Copé le 17 octobre 2013, en accusant le président de la République François Hollande de « faire monter par sa politique le Front national » ;
- Nicolas Sarkozy a mis en garde contre le « FNPS » pour les élections départementales de 2015, dans un entretien paru le 2 mars 2015 dans Le Figaro, en déclarant : « Voter pour le FN au premier tour, c'est faire gagner la gauche au second. C'est le FNPS ! Voter pour l'UMP n'a jamais en revanche fait gagner la gauche. Voter FN, si. La seule réalité électorale, c'est le FNPS[13]. »

Julien Longhi, maître de conférences en sciences du langage, relève que « FNPS » « détourne le sigle inventé par Marine Le Pen (forgé sur le principe d'un mot-valise (haplologie) entre UMP et PS, le P n'étant pas repris deux fois), sans en avoir la caractéristique linguistique : en effet, les sigles FN et PS ne partagent pas d'élément (lettre par exemple) commun, et sont donc juste accolés ». Il considère que cette différence de forme amoindrit la force du détournement du slogan « UMPS », voire tend à renforcer ce dernier.
Pour Gaël Brustier et Fabien Escalona, l'argumentaire accompagnant l'usage du FNPS « n'est pas neuf, il avait déjà été utilisé dans les années 1990 pour mettre en garde les électeurs contre le développement de triangulaires qui s'avéraient alors favorables, aux dires des dirigeants du RPR et de l'UDF d'alors, au PS et à ses alliés ».

### RPS
Dès le 31 mai 2015, au lendemain du remplacement de l'Union pour un mouvement populaire (UMP) par Les Républicains, le Front national invente le nouveau surnom « RPS », jouant avec le « R » de Républicains, avec le mot herpès et avec les appellations « PS » et « LR ».